# Saari-Kaukonen
Saari-Kaukonen är en sjö i kommunen Sankt Michel i landskapet Södra Savolax i Finland. Arean är 19 hektar och strandlinjen är 3,73 kilometer lång.  Den  ingår i Vuoksens huvudavrinningsområde.  Sjön ligger omkring 25 kilometer norr om S:t Michel och omkring 230 kilometer nordöst om Helsingfors. 
I sjön finns öarna Pitkäsaari och Suosaari. 